# Sergio Valech Aldunate
Sergio Valech Aldunate  (Santiago do Chile, 21 de outubro de 1927 — 24 de novembro de 2010) foi um religioso católico chileno, bispo emérito da Arquidiocese de Santiago do Chile.

## Biografia
Nasceu em Santiago, Chile, filho de Antonio Valech Haddad e Mercedes Aldunate Lazo. Pertencia a uma família de imigrantes sírios da qual herdou uma fortuna significável. Estudou no Colégio Saint George's e posteriormente no Seminário de Santiago e na faculdade de teologia da Universidade Católica do Chile.
Foi ordenado sacerdote em 28 de junho de 1953 por Dom José María Caro Rodríguez, cardeal-arcebispo de Santiago. Foi vigário cooperador paroquial; vigário ecônomo de Lo Negrete; diretor da Casa do Clero; e professor no Seminário de Santiago. Na Cúria Arquidioceseana, foi sucessivamente pró-secretário, administrador dos bens e vigário-geral, além de cônego da Catedral, dignidade da qual abdicou em julho de 1995.
O Papa Paulo VI nomeou-o bispo titular de Zabi e auxiliar do cardeal-arcebispo Dom Raúl Silva Henríquez, SDB, em 27 de agosto de 1973. Recebeu a sagração episcopal na Catedral de Santiago, por imposição das mãos de Dom Raúl, auxiliado por Dom Emilio Tagle Covarrubias, arcebispo-bispo de Valparaíso, e Dom Fernando Ariztía Ruiz, também bispo auxiliar de Santiago. Adotou como seu lema: Evangelizare pauperibus (Evangelizar os pobres).
Serviu como bispo auxiliar dos arcebispos Silva Henríquez, Fresno, Oviedo e Errázuriz Ossa. Em 1983, foi nomeado vigário-geral e, quatro anos depois, assumiu o Vicariato da Solidariedade, instituição que sustentou uma luta persistente em defesa dos direitos humanos durante a ditadura de Augusto Pinochet. A partir de 1992, agora num contexto político de recuperação democrática, continuou seu trabalho em defesa dos direitos humanos à frente da Pastoral Social.
Presidiu ao tribunal que iniciou o processo de beatificação do Pe. Alberto Hurtado. Assumiu o governo da Arquidiocese de Santiago na qualidade de administrador apostólico em 13 de fevereiro de 1997, no lugar do arcebispo Dom Carlos Oviedo, OM, impossibilitado de exercer suas funções por padecer de esclerose lateral amiotrófica. Dirigiu a arquidiocese até dar posse ao novo arcebispo, Dom Javier Errázuriz, em 31 de maio de 1998. Renunciou às suas funções eclesiásticas ao atingir 75 anos de idade, como dita o Direito Canônico, em 3 de março de 2003.
Foi um dos participantes da Mesa de Diálogo sobre Direitos Humanos de 2000. Em 2003, o então presidente chileno Ricardo Lagos Escobar, nomeou-o presidente da Comissão Nacional de Prisão Política e Tortura, órgão encarregado de coletar e registrar a lista de pessoas torturadas e privadas de liberdade por motivos políticos durante a ditadura. Em 24 de dezembro de 2004, a  "Comissão Valech", como ficou conhecida, entregou seu relatório, baseado no testemunho de cerca de 35.000 homens e mulheres chilenos detidos e molestados. Um segundo relatório foi entregue em 18 de agosto de 2011, já falecido Valech, no qual foram credenciadas 40.018 vítimas. Esses relatórios serviram para estabelecer a verdade e entregar benefícios e reparações às pessoas afetadas.
O compromisso genuíno de Dom Sergio Valech não se refletiu apenas na defesa permanente dos direitos humanos dos perseguidos, mas também em importantes doações. Assim, entregou 7,5 bilhões de pesos para a construção do novo prédio da Posta Central; e 1,2 bilhão para a construção do Centro de Saúde Familiar em Boyeco, entre outras contribuições para obras sociais. Graças aos seus esforços, hoje é possível conhecer em detalhes o que aconteceu em relação às violações de direitos humanos durante o período 1973 a 1990, e foi possível estabelecer, com base nisso, medidas compensatórias para as vítimas de prisão e de tortura.
Dom Sergio Valech faleceu aos 83 anos, na madrugada de 24 de novembro de 2010, vítima de câncer de pulmão, na Casa Sacerdotal São Cura d'Ars, em Santiago, onde residia havia alguns meses. Após velório na Catedral Metropolitana, seu corpo foi sepultado, segundo seu desejo, no mausoléu de sua família, no Cemitério Geral de Santiago, e não na cripta dos bispos, como de costume.